# Песнь соловья
«Пе́снь соловья́» (фр. Le Chant du Rossignol) — одноактный балет в постановке Л. Ф. Мясина на музыку одноимённой симфонической поэмы (K026, 1917) И. Ф. Стравинского по опере «Соловей» (1914). Либретто композитора по сказке Х. К. Андерсена «Соловей», декорация и костюмы А. Матисса. Первый показ 2 февраля 1920 года силами труппы Русский балет Дягилева в Гранд-опера́, Париж.
В 1925 году труппа Дягилева представила новую редакцию балета в постановке Дж. Баланчина.

## История

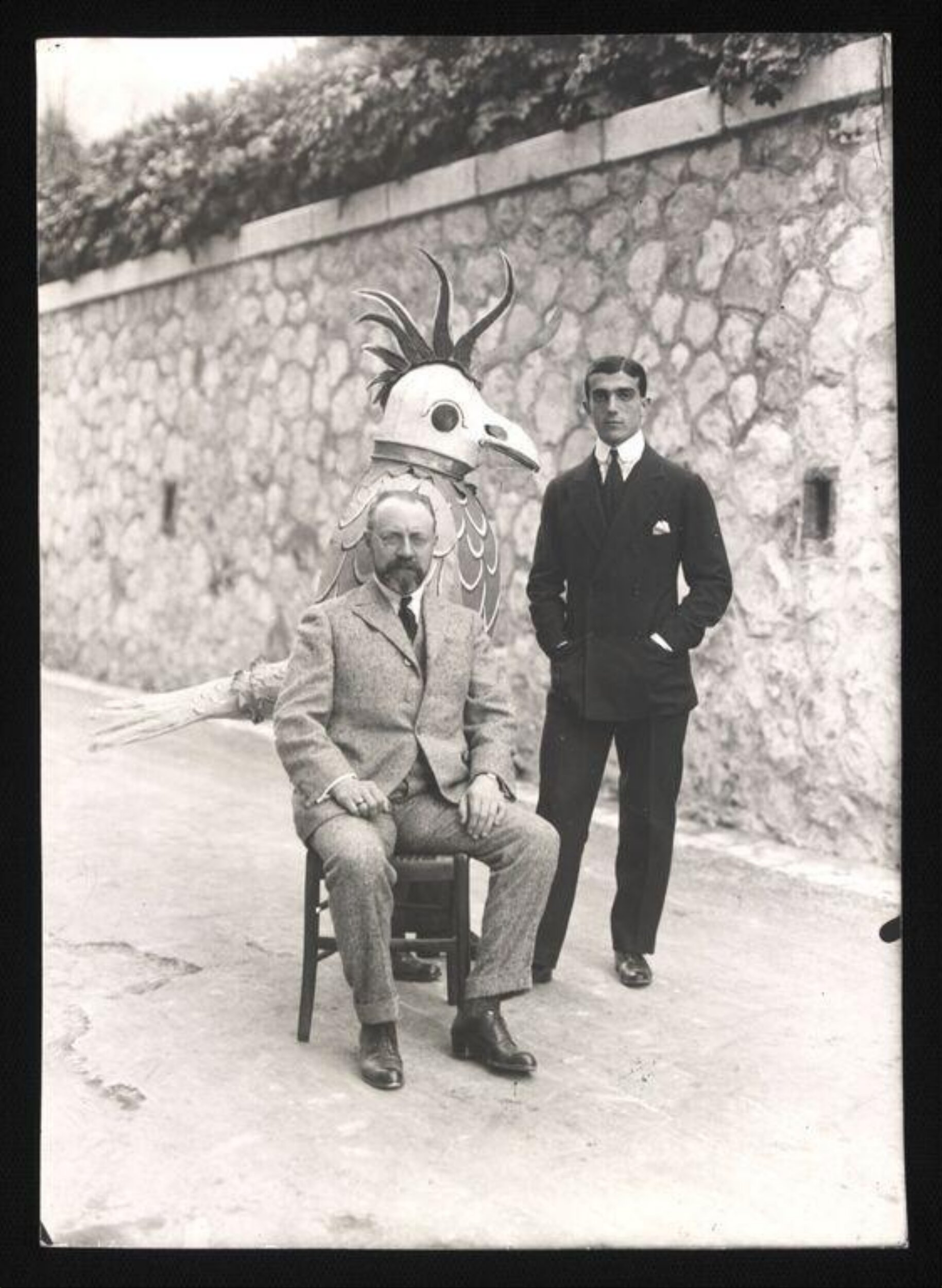
А. Матисс и Л. Ф. Мясин с Механическим соловьём. Монте-Карло, 1920.

Ввиду успеха оперы-балета М. М. Фокина «Золотой петушок» (1914) С. П. Дягилев предложил И. Ф. Стравинскому поставить его оперу «Соловей» в виде балета. К тому времени композитор уже задумал симфоническую поэму для сокращенного состава оркестра на основе музыки двух однородных картин оперы. Дягилев согласился на использование сюиты, и Стравинский переделал сценарий оперы по сказке Андерсена применительно к балету, приступив к работе над партитурой сюиты 1 декабря 1916 года. Основой балетной партитуры стал музыкальный материал 2-й и 3-й картин оперы. В создании нового произведения деятельное участие принял Дягилев, предлагая необходимые сокращения и редакционные изменения, которых придерживался Стравинский.
Однако по ряду причин ни в 1917 году, ни в последующие годы постановка не была осуществлена. Декорации Л. С. Бакста к опере погибли во время Первой мировой войны. К тому же одним из препятствий стало охлаждение отношений между антрепренёром и композитором — Стравинский 6 лет не сотрудничал с Русским балетом Дягилева. В декабре 1919 года под управлением Ансерме состоялось первое исполнение симфонической поэмы Стравинского «Песнь соловья». В том же году Дягилев возобновил своё предложение о постановке балета, о чём Стравинский писал следующее: «В Париже Дягилев пустил в ход всю свою дипломатию, чтобы заставить меня, заблудшую овцу, вернуться в лоно „Русских балетов“. Он рассказывал мне с преувеличенной экзальтацией о своем проекте показать „Песнь Соловья“ в декорациях и костюмах Анри Матисса, в постановке Мясина. И всё это в надежде заставить меня позабыть злополучного „Солдата“. Однако я оставался довольно равнодушен к его предложению, и не потому, что меня не привлекала работа с таким большим художником, как Матисс, и таким балетмейстером, как Мясин: просто я считал „Песнь Соловья“ предназначенной для концертной эстрады, и танцевальная иллюстрация этого произведения мне казалась совсем ненужной; его тонкая ювелирная фактура и в некотором роде статический характер мало подходили для сценического действия и для прыжковых движений».
Всё же Дягилеву удалось уговорить Стравинского, поскольку для парижского сезона помимо премьер «Волшебной лавки» и «Треуголки» требовался ещё один новый показ. Мясин стал одновременно работать на постановками двух балетов: «Пульчинеллы» и «Песни соловья». Создание эскизов декорации и костюмов стало первой оформительской работой Матисса для музыкального театра. Дизайн костюмов был заимствован с одежды эпохи царства Минь, на «изысканное оформление, выполненное в белых и бирюзовых тонах», повлияли рисунки китайской керамики и лакированных изделий. Мясин оценил совместную с Матиссом работу как один из самых удачных опытов сотрудничества с художником-декоратором. Премьера балета оказалась в парижском вкусе.

## Части симфонической поэмы
Созданная на основе музыки из оперы «Соловей» симфоническая сюита состоит из 4-х частей общей длительностью 20 минут:
1. Вступление: Пир в императорском дворце
2. Китайский марш
3. Песнь соловья. Два соловья
4. Механический соловей. Болезнь и исцеление китайского императора

## Сюжет
Стравинский сократил сценарий оперы, основанный на сказке Андерсена. Основная идея произведения призвана продемонстрировать всепобеждающую силу истинного искусства. 
Действие балета происходит при дворце Китайского императора, в саду которого раздаётся волшебное пение Соловья. Прибывший с визитом Японский император привозит в дар Механического соловья. Вскоре после появления завоевавшей всеобщую привязанность заводной игрушки Соловей исчезает из-за недостатка внимания. Со временем Император заболевает тяжким недугом, и, противостоя приближающейся Смерти, просит завести ему музыку. Но возможности Механического соловья исчерпали себя, зубцы шестерёнок износились. Прилетает Живой соловей, при пении которого Смерть отступает и сдаётся. Император выздоравливает, и Соловей вновь занимает подобающее ему высокое положение при дворе.

## Премьера
- 1920, 2 февраля — «Песнь соловья», одноактный балет на музыку Игоря Стравинского в хореографии Леонида Мясина, либретто композитора[4], декорация и костюмы Анри Матисса. Русский балет Дягилева, Гранд-опера́, Париж[2][3][7][6]. Дирижёр Эрнст Ансерме, режиссёр Сергей Григорьев[5]

Действующие лица и исполнители
- Соловей — Тамара Карсавина
- Механический соловей — Станислав Идзиковский
- Смерть — Лидия Соколова
- Император — Сергей Григорьев

16 июля 1920 года балет был показан в театре Ковент-Гарден, Лондон, вошёл в программы всех спектаклей Русского сезона 1920 года. 

## Редакция Баланчина
Согласно мемуарам Григорьева, «с уходом Нижинской завершился четвёртый период в истории Русского балета Дягилева. Все четыре периода имели общую основу — традицию петербургской школы танца». Для этой труппы Нижинская поставила 6 балетов, но стремившийся к поиску новых путей в хореографии Дягилев утратил интерес к её творчеству и начал искать замену внутри своего коллектива. Выбор пал на прибывшего из Петербурга «Георгия Баланчивадзе или Баланчина, как его стали для удобства называть». Успешными постановками танцев для опер «Баланчин доказал наличие у него подлинного балетмейстерского дарования». «Песнь соловья» в хореографии Мясина шла редко и забылась публикой, поэтому Дягилев решил доверить Баланчину новую редакцию балета.
- 1925, 17 июня —«Песнь соловья», новая редакция балета в хореографии Джорджа Баланчина[3]. Музыка, декорации и костюмы те же, труппа та же, либретто Игоря Стравинского и Степана Митусова по мотивам сказки Ганса Христиана Андерсена, театр Гетэ-Лирик, Париж[20]
- Соловей — Алисия Маркова
- Смерть — Лидия Соколова
- Император — Сергей Григорьев

17 июня в одном спектакле с «Песней соловья» прошёл первый показ балета Мясина «Матросы» на музыку Орика. Новая версия балета «Песнь соловья» стала первой балетмейстерской работой Баланчина в труппе Русский балет Дягилева. Постановка Баланчина понравилась Дягилеву и парижской публике, воспринявшей её как новое произведение. Своей первой работой Баланчин заявил о наличии многообещающего таланта. После её успеха Дягилев возлагал на Баланчина большие надежды и поручил ему сочинение хореографии нового балета «Барабо», ставшего очередной удачей труппы.

## Возобновления
- 2012, 14 февраля — Римский оперный театр, Рим. Возобновление Лорки Мясина, сценография Фортунато Деперо (Fortunato Depero)[7]

## Оценки
О периоде создания балета С. Л. Григорьев писал: «Казалось, Мясин был неутомим и достиг пика своей карьеры. Каждый его новый балет оказывался лучше предыдущего, и, видя успех своих постановок у публики, Мясин обратился к Дягилеву с просьбой указывать на афишах перед его именем „балетмейстер“. Но Дягилев попросил его набраться терпения. Он должен создать десять балетов, прежде чем ему будет оказана эта честь!».
М. Ф. Ларионов расценил хореографию «Песни соловья» как неудачную, так как Л. Ф. Мясину не удалось совместить два принципа: танцевального и пластической позы.
И. Ф. Стравинский сравнивал в мемуарах свои впечатления от исполнения концертных сочинений и балетных представлений: «При этом я как автор многих произведений для театра с грустью увидел, что настоящая чистота исполнения возможна только на концертной эстраде, тогда как в театре, где сочетаются самые разнообразные элементы, музыка часто попадает в зависимое положение и не может рассчитывать на то исключительное внимание, какое ей уделяется в концертах». Композитор отметил, что именно в этом ему пришлось убедиться на парижской премьере балета «Песнь соловья» 2 февраля 1920 года.